# Geršon Agron
Geršon Agron (27. prosince 1894 – 1. listopadu 1959) (hebrejsky: גרשון אגרון) byl izraelský novinář, politik a starosta Jeruzaléma.

## Biografie
Narodil se roku 1894 na Ukrajině (tehdy Ruské impérium). Jako dítě odešel s rodinou do USA. Během první světové války bojoval v Židovské legii. V letech 1920–1921 pracoval na tiskovém úřadu sionistické organizace. Potom byl do roku 1924 redaktorem Jewish Telegraphic Agency a působil jako dopisovatel pro několik zahraničních listů včetně The Times a Manchester Guardian.
V roce 1932 zakládal deník The Palestine Post (předchůdce nynějšího The Jerusalem Post). Několikrát působil jako vyslanec Světové sionistické organice a jako člen delegace Židovské agentury na konference OSN. V letech 1949–1951 předsedal izraelské státní Informační službě.

## Politická dráha
V letech 1955–1959 zastával post starosty Jeruzaléma, respektive Západního Jeruzaléma (Východní Jeruzalém včetně Starého města byl tehdy ještě pod správou Jordánska). Na tento post kandidoval za stranu Mapaj. Během jeho funkčního období se podílel na masivní výstavbě Západního Jeruzaléma. Zemřel v roce 1959. V roce 1964 vyšly posmrtně jeho deníky a dopisy.